# Rana Vikrama
Rana Vikrama es una película de acción de 2015 en idioma Kannada dirigida por Pavan Wadeyar y protagonizada por Puneeth Rajkumar, Anjali y Adah Sharma. La cinta fue un éxito a nivel mundial y fue estrenada el 10 de abril de 2015. Puneeth Rajkumar interpreta un doble papel en la película, aunque ambos personajes nunca aparecen juntos en la cinta.

## Sinopsis
La película comienza con la muerte de una periodista en un lugar llamado Vikramatheertha. Ella va allí para descubrir el lugar desconocido, que no está en el mapa de Karnataka. Informa al ministro del Interior (Girish Karnad) sobre su viaje a través de una carta. Vikram (Puneeth Rajkumar) aspira a convertirse en un policía, pero es rechazado porque no quiere sobornar a los funcionarios. Mientras tanto, su interés amoroso, Paru (Adah Sharma), desea que Vikram se asiente lo antes posible.

## Reparto
- Puneeth Rajkumar como Vikram y Vikrama.
- Anjali como Gowri.
- Adah Sharma como Paaru.
- Girish Karnad como Anand Rao.
- Rangayana Raghu como Kulakarni.